# Radosław Matusiak
Radosław Matusiak (ur. 1 stycznia 1982 w Łodzi) – polski piłkarz, występujący na pozycji napastnika, reprezentant Polski.

## Życiorys
Matusiak jest wychowankiem Widzewa Łódź. Przeszedł do niego z SMS Łódź. Uczęszczał tam do liceum. Jego ojciec jest tam obecnie dyrektorem. Od sezonu 1999/2000 do 2001/2002 grał w Łódzkim KS-ie. Zadebiutował w nim 6 października 1999 w meczu Pucharu Ligi z Legią Warszawa (1:1). W Ekstraklasie pierwszy mecz rozegrał natomiast 4 marca 2000 – było to spotkanie z Legią (1:1). Swoje pierwsze bramki (2) dla łódzkiego zespołu zdobył 19 września 2001 w meczu Pucharu Polski z Kaszubią Kościerzyna (3:1). W barwach ŁKS-u Matusiak rozegrał 4 mecze na najwyższym szczeblu rozgrywek.
Następnie, Matusiak przeniósł się na jedną rundę (jesienną) sezonu 2002/2003 do Szczakowianki Jaworzno. Zadebiutował w niej 4 sierpnia 2002 w meczu z Wisłą Kraków (1:1). Rozegrał tam 11 spotkań w Ekstraklasie. Wiosną wrócił do ŁKS-u. Wtedy też strzelił swoją pierwszą bramkę ligową – było to 30 kwietnia 2003 w meczu z Ruchem Radzionków (1:0).
W sezonie 2003/2004 grał w Wiśle Płock. Zadebiutował w niej 2 sierpnia 2003 w meczu II rundy Pucharu Polski z rezerwami Odry Opole (1:2). W barwach płocczan zagrał w 14 spotkaniach w Ekstraklasie.
Od sezonu 2004/2005 był zawodnikiem GKS Bełchatów. W jego barwach zadebiutował 30 lipca 2004 w wygranym 2:0 meczu z Ruchem Chorzów. 13 sierpnia strzelił swoją pierwszą bramkę dla bełchatowian – był to mecz z Widzewem (4:1). Z GKS-em zajął 2. miejsce w II lidze i awansował do Ekstraklasy. W barwach tej drużyny strzelił swoją pierwszą bramkę w najwyższej klasie rozgrywkowej w Polsce – było to 27 sierpnia 2005 w meczu z Arką Gdynia (1:1).
Pomimo początkowych deklaracji zawodnika o pozostaniu w klubie z Bełchatowa do końca sezonu, 29 stycznia 2007 Radosław Matusiak podpisał 4-letni kontrakt z klubem włoskiej Serie A – US Palermo. Zadebiutował tam 28 lutego w meczu z AC Milan (0:0). Reprezentantowi Polski nie udało się jednak przebić do pierwszego składu włoskiej drużyny. Zagrał w niej tylko w 3 spotkaniach i strzelił 1 bramkę.
W sierpniu 2007 podpisał kontrakt z holenderskim SC Heerenveen, gdzie również był tylko rezerwowym. Pierwszy mecz rozegrał 15 września z Excelsiorem Rotterdam (5:2). Łącznie zagrał tam w 10 spotkaniach ligowych, 2 pucharowych i strzelił 1 bramkę (w meczu z VVV Venlo – 4:0). Od rundy wiosennej sezonu 2007/2008 miał zostać wypożyczony do klubu, w którym się wypromował – GKS Bełchatów, jednak nie porozumiał się w kwestiach finansowych i ostatecznie nie doszło do podpisania kontraktu.
7 lutego 2008 został wypożyczony na pół roku do Wisły Kraków. Zadebiutował w niej 22 lutego w meczu z Koroną Kielce (1:1). Napastnik miał jednak problemy z przebiciem się do pierwszego składu Wisły, która w tym sezonie zdobyła Mistrzostwo Polski – z 13 wiosennych spotkań wystąpił w ośmiu, przebywając na boisku łącznie 333 minuty i zdobywając jedną bramkę [w meczu z Jagiellonią Białystok (2:1 – 12 kwietnia 2008)]. Grał również w finale Remes Pucharu Polski w 2008, który Wisła przegrała z Legią Warszawa (0:0 – 3:4 w rzutach karnych). 29 sierpnia 2008 rozwiązał kontrakt z Heerenveen i od tego czasu pozostawał wolnym zawodnikiem. Mimo wielu informacji w mediach Matusiak wielokrotnie podkreślał, że nie zakończył swojej kariery, a przerwa spowodowana była koniecznością wyleczenia kontuzji.
23 grudnia 2008 Matusiak podpisał kontrakt z I-ligowym Widzewem Łódź, ale ze względu na drobne urazy zagrał tylko w 7 meczach (debiut – 14 marca 2009 – 2:2 z Koroną) i strzelił 1 bramkę (14 sierpnia – 2:1 z ŁKS-em).
21 sierpnia 2009 został zawodnikiem Cracovii. W jej barwach zadebiutował 23 sierpnia w wygranym 1:0 spotkaniu z Lechem Poznań. Pierwszą bramkę natomiast zdobył 29 sierpnia w meczu z Koroną Kielce – 1:1. 15 stycznia Cracovia rozwiązała kontrakt z piłkarzem. 18 stycznia 2011 zawodnik podpisał 2,5-letnią umowę z greckim klubem Asteras Tripolis. 10 stycznia 2012 klub rozwiązał z nim umowę. Na powrót do gry czekał tylko nieco ponad miesiąc, bo pod koniec zimowego okienka transferowego 2012 r. podpisał półroczny kontrakt z Widzewem Łódź. W sierpniu 2012 ogłosił, że kończy karierę piłkarską.

## Statystyki ligowe
| Sezon        | Klub                   | Mecze | Gole |
| ------------ | ---------------------- | ----- | ---- |
| 1999–2000(w) | ŁKS Łódź               | 4     | 0    |
| 2000–2001    | ŁKS Łódź               | 25    | 0    |
| 2001–2002    | ŁKS Łódź               | 33    | 6    |
| 2002–2003(j) | Szczakowianka Jaworzno | 11    | 0    |
| 2002–2003(w) | ŁKS Łódź               | 14    | 3    |
| 2003–2004    | Wisła Płock            | 14    | 0    |
| 2004–2005    | GKS Bełchatów          | 33    | 10   |
| 2005–2006    | GKS Bełchatów          | 30    | 11   |
| 2006–2007(j) | GKS Bełchatów          | 15    | 9    |
| 2006–2007(w) | US Palermo             | 3     | 1    |
| 2007–2008(j) | SC Heerenveen          | 10    | 1    |
| 2007–2008(w) | Wisła Kraków           | 8     | 1    |
| 2008–2009(w) | Widzew Łódź            | 6     | 0    |
| 2009–2010(j) | Widzew Łódź            | 1     | 1    |
| 2009–2010    | Cracovia               | 25    | 6    |
| 2010–2011(j) | Cracovia               | 10    | 2    |
| 2010–2011(w) | Asteras Tripolis       | 4     | 0    |

## Kariera reprezentacyjna
Z reprezentacją Polski U-16 zdobył wicemistrzostwo Europy na ME 1999 w Czechach. W tym samym roku z reprezentacją Polski U-17 wystąpił na 8. MŚ 1999 w Nowej Zelandii.
W seniorskiej reprezentacji Polski debiutował 6 września 2006 w zremisowanym 1:1 meczu eliminacji Mistrzostw Europy 2008 z Serbią, zdobywając w nim swoją pierwszą bramkę w drużynie narodowej. Drugą strzelił w meczu z Belgią (15 listopada 2006), dzięki czemu Polska drużyna wygrała 1:0, trzecią w spotkaniu towarzyskim z ZEA (6 grudnia 2006), ustalając wynik spotkania na 5:2, a czwartą w meczu przeciwko Słowacji ustalając wynik spotkania na 2:2. W ostatnim meczu eliminacji Mistrzostw Europy w Belgradzie 21 listopada 2007 ponownie strzelił bramkę Serbom. Został powołany przez Leo Beenhakkera do szerokiej kadry na Mistrzostwa Europy, ostatecznie jednak na mistrzostwa nie pojechał. Po mistrzostwach Europy Matusiak nie został już więcej powoływany do reprezentacji, w której zagrał 15 meczów, strzelając 7 goli.
| Występy w reprezentacji Polski | Występy w reprezentacji Polski | Występy w reprezentacji Polski | Występy w reprezentacji Polski | Występy w reprezentacji Polski | Występy w reprezentacji Polski | Występy w reprezentacji Polski | Występy w reprezentacji Polski |        |
| l.p.                           | Data                           | Miejsce                        | Przeciwnik                     | Rezultat                       | Rozgrywki                      | Grał                           | Uwagi                          | Raport |
| ------------------------------ | ------------------------------ | ------------------------------ | ------------------------------ | ------------------------------ | ------------------------------ | ------------------------------ | ------------------------------ | ------ |
| 1.                             | 6 września 2006                | Warszawa                       | Serbia                         | 1-1                            | elim. Euro 2008                | 90'                            | Gol                            | [ 26 ] |
| 2.                             | 7 października 2006            | Ałmaty                         | Kazachstan                     | 1-0                            | elim. Euro 2008                | od 73'                         |                                | [ 27 ] |
| 3.                             | 11 października 2006           | Chorzów                        | Portugalia                     | 2-1                            | elim. Euro 2008                | od 75'                         |                                | [ 28 ] |
| 4.                             | 15 listopada 2006              | Bruksela                       | Belgia                         | 1-0                            | elim. Euro 2008                | do 87'                         | Gol                            | [ 29 ] |
| 5.                             | 6 grudnia 2006                 | Abu Dabi                       | Zjednoczone Emiraty Arabskie   | 5-2                            | towarzyski                     | od 64'                         | Gol                            | [ 30 ] |
| 6.                             | 3 lutego 2007                  | Jerez de la Frontera           | Estonia                        | 4-0                            | towarzyski                     | do 61'                         |                                | [ 31 ] |
| 7.                             | 7 lutego 2007                  | Jerez de la Frontera           | Słowacja                       | 2-2                            | towarzyski                     | od 46'                         | Gol                            | [ 32 ] |
| 8.                             | 24 marca 2007                  | Warszawa                       | Azerbejdżan                    | 5-0                            | elim. Euro 2008                | do 68'                         |                                | [ 33 ] |
| 9.                             | 22 sierpnia 2007               | Moskwa                         | Rosja                          | 2-2                            | towarzyski                     | do 76'                         |                                | [ 34 ] |
| 10.                            | 8 września 2007                | Lizbona                        | Portugalia                     | 2-2                            | elim. Euro 2008                | od 57'                         |                                | [ 35 ] |
| 11.                            | 17 października 2007           | Łódź                           | Węgry                          | 0-1                            | towarzyski                     | do 45'                         |                                | [ 36 ] |
| 12.                            | 21 listopada 2007              | Belgrad                        | Serbia                         | 2-2                            | elim. Euro 2008                | od 46'                         | Gol                            | [ 37 ] |
| 13.                            | 27 lutego 2008                 | Wronki                         | Estonia                        | 2-0                            | towarzyski                     | 90'                            | Gol                            | [ 38 ] |
| 14.                            | 26 marca 2008                  | Kraków                         | Stany Zjednoczone              | 0-3                            | towarzyski                     | od 46'                         |                                | [ 39 ] |
| 15.                            | 26 maja 2008                   | Reutlingen                     | Macedonia Północna             | 1-1                            | towarzyski                     | 90'                            | Gol                            | [ 40 ] |